# Lasianthus ellipticus
Lasianthus ellipticus är en måreväxtart som beskrevs av Robert Wight. Lasianthus ellipticus ingår i släktet Lasianthus och familjen måreväxter. Inga underarter finns listade i Catalogue of Life.